# 大龍寺 (さいたま市)
大龍寺（だいりゅうじ）は、埼玉県さいたま市岩槻区にある曹洞宗の寺院。

## 歴史
1620年（元和6年）、青山忠俊の開基である。
墓地には、橋本重兵衛の墓がある。重兵衛は文化・文政年間（1804年 - 1830年）に活躍した岩槻人形の職人である。重兵衛は裃を着用した「裃雛」を考案し、関東地方に普及させたという。

## 交通アクセス
- 岩槻駅より徒歩8分。